# 扬·菲亚拉
扬·菲亚拉（捷克語：Jan Fiala，1956年5月19日—），捷克男子足球运动员，场上位置是后卫。他曾代表捷克斯洛伐克国家队参加1980年欧洲足球锦标赛，结果队伍获得季军。